# Tenis stołowy na Igrzyskach Małych Państw Europy 2013
Tenis stołowy na Igrzyskach Małych Państw Europy 2013 – jedna z dyscyplin rozgrywanych podczas Igrzysk Małych Państw Europy 2013. Zawody odbywały się w dniach 28 maja - 1 czerwca w d'Coque w Luksemburgu.

## Medaliści
| Konkurencja    | 1. miejsce                                                   | 2. miejsce                                             | 3. miejsce                              |
| Mężczyźni      | Mężczyźni                                                    | Mężczyźni                                              | Mężczyźni                               |
| -------------- | ------------------------------------------------------------ | ------------------------------------------------------ | --------------------------------------- |
| Gra pojedyncza | Irfan Ćekić                                                  | Traian Ciociu                                          | Marios Yiangou Anthony Peretti          |
| Gra podwójna   | Luksemburg · Mike Bast · Gilles Michely                      | Monako · Anthony Peretti · David Samson                | Czarnogóra · Irfan Ćekić · Viktor Rogić |
| Drużynowo      | Luksemburg · Mike Bast · Traian Ciociu · Gilles Michely      | Monako · Anthony Peretti · David Samson · Martin Tiso  | Malta · Daniel Bajada · Simon Gerada    |
| Kobiety        |                                                              |                                                        |                                         |
| Gra pojedyncza | Sarah de Nutte                                               | Letizia Giardi                                         | Kouiza Kourea Tessy Gonderinger         |
| Gra podwójna   | Luksemburg · Ni Xialian · Sarah de Nutte                     | Malta · Viktoria Lucenkova · Lu Pengfei                | Monako · Ulrika Quist · Lauren Riley    |
| Drużynowo      | Luksemburg · Ni Xialian · Sarah de Nutte · Tessy Gonderinger | Malta · Viktoria Lucenkova · Lu Pengfei · Jessica Pace | Monako · Ulrika Quist · Lauren Riley    |

## Tabela medalowa
| Miejsce | Kraj       | Złoto | Srebro | Brąz | Razem |
| 1.      | Luksemburg | 5     | 1      | 1    | 7     |
| 2.      | Czarnogóra | 1     | 0      | 1    | 2     |
| 3.      | Monako     | 0     | 2      | 3    | 5     |
| 4.      | Malta      | 0     | 2      | 1    | 3     |
| 5.      | San Marino | 0     | 1      | 0    | 1     |
| 6.      | Cypr       | 0     | 0      | 2    | 2     |